# Casa John Harvey
La Casa John Harvey está ubicada en 97 Winder Street en Midtown Detroit, Míchigan, dentro del distrito histórico de Brush Park. Alberga el hotel The Inn at 97 Winder y fue incluida en el Registro Nacional de Lugares Históricos en 1991. Está a dos cuadras del Comerica Park y a tres del Ford Field.

## Historia
John Harvey fue un farmacéutico exitoso en Detroit, conocido por su filantropía en la educación y alimentación de los niños pobres y huérfanos de la ciudad, comenzando en el período inmediatamente posterior a la guerra de Secesión y continuando hasta principios del siglo XX. Harvey estableció la Escuela Industrial de Detroit y más tarde la Escuela Sabática de la Misión para educar a los niños indigentes.
Harvey murió en 1905, pero su viuda vivió en la casa hasta la década de 1920. En ese entonces, Jesse Hobbs, un trabajador del automóvil, compró la casa. En 1938, la estructura se convirtió en una casa de huéspedes; algunas de las habitaciones más grandes se dividieron.

## Arquitectura
John Harvey empleó a John V. Smith para diseñar esta casa con su arquitectura estilo Reina Ana del Segundo Imperio, ubicada en el vecindario Brush Park. Originalmente terminada en 1887, está construida de ladrillo rojo sobre una base de sillar con un techo abuhardillado.
La fachada cuenta con una entrada central y soportes de madera que sostienen los umbrales de las torres de varios pisos y las ventanas. La casa tiene 1.000 m², ocho chimeneas de mármol y una escalera de tres pisos.
Los promotores inmobiliarios compraron John Harvey House en 1986, renovaron la estructura y, en 2005, la reinauguraron como el Inn at 97 Winder con 10 habitaciones.